# Private Izzy Murphy
Private Izzy Murphy is een Amerikaanse dramafilm uit 1926 onder regie van Lloyd Bacon. Destijds werd de film in Nederland uitgebracht onder de titel Rassenhaat.

## Verhaal
De Jood Izzy Goldberg verandert zijn naam in I. Patrick Murphy, omdat zijn winkel gelegen is in de Ierse wijk van New York. Hij maakt Eileen Cohannigan wijs dat hij van Ierse komaf is en ze krijgen verkering. Bij de uitbraak van de Eerste Wereldoorlog gaat hij in dienst bij het leger. Aan het front raakt hij gewond tijdens een reddingsoperatie. Hij schrijft een brief aan Eileen en bekent haar dat hij Joods is. Bij zijn terugkeer ziet hij Eileen samen met zijn rivaal Robert O'Malley. Hij trekt daaruit de conclusie dat zij hem heeft verlaten, omdat hij gelogen heeft over zijn afkomst. Uiteindelijk blijkt het allemaal een misverstand te zijn.

## Rolverdeling
| Acteur                 | Personage         |
| ---------------------- | ----------------- |
| George Jessel          | Izzy Goldberg     |
| Patsy Ruth Miller      | Eileen Cohannigan |
| Vera Gordon            | Sara Goldberg     |
| Nat Carr               | Moe Ginsberg      |
| William H. Strauss     | Jacob Goldberg    |
| Spec O'Donnell         | Monohan Kid       |
| Gustav von Seyffertitz | Cohannigan        |
| Douglas Gerrard        | Robert O'Malley   |
| Tom Murray             | Advocaat          |